# Beatriz Iribarne Sánchez
Beatriz Iribarne Sánchez (Almería, 1942) es una maestra y activista social española.

## Biografía
Beatriz Iribarne estudió la carrera de Magisterio y trabajó como maestra durante cuarenta años. Desde su juventud participa activamente en las iniciativas sociales contra el franquismo desde su militancia en la HOAC. En este grupo conoce las primeras mujeres luchadoras de la sociedad de Almería. 
Así participó en la creación de la asociación de vecinos “El Centimillo” de Barrio Alto y en las primeras reuniones de mujeres para incentivar la formación, denunciando la situación en los barrios periféricos. Relacionada con el grupo de renovación pedagógica, donde conoció la pedagogía de Pablo Freire, la escuela moderna de Ferrer Guardia y la escuela de Barbiana de Domilani, colaboró en la creación de la asociación de antiguos alumnos de magisterio, donde organizan con las AMPAS las escuelas de verano.
En cuanto a sus inquietudes dentro del movimiento feminista, incipiente en los años de la transición, comenzó asistiendo a las reuniones de la AMD (Asociación de Mujeres Democráticas) y participó activamente en la creación del grupo de mujeres Asamblea de Mujeres de Almería.
Dentro de su actividad sindical en el sindicato CGT, colaboró en la creación del Área de Mujeres de CGT. En el ámbito político participó en la creación de los Verdes, presentándose a las elecciones en coalición con Izquierda Unida en 1995. Su actividad política continúa ligada al movimiento feminista participando en las elecciones europeas de 1999, en una candidatura de Mujeres para Europa. En 2009 repitió en las elecciones al parlamento europeo, con otra formación feminista, el proyecto de Política Feminista, para todas y para todos, en cuya candidatura figuraba como ecologista y feminista.
En 2015 su labor a favor de la igualdad fue reconocida por el Instituto Andaluz de la Mujer. En la actualidad es miembro de la Plataforma de Acción Feminista de Almería.